# Марк Помпоний Руф
Марк Помпо́ний Руф (лат. Marcus Pomponius Rufus; V—IV века до н. э.) — римский политический деятель из плебейского рода Помпониев, один из шести военных трибунов с консульской властью 399 года до н. э.
О происхождении Марка Помпония известно лишь то, что его отец и дед носили один и тот же преномен — Луций. Во время его трибуната римляне разбили капенцев и фалисков, пришедших на помощь Вейям.